# Серия А2 (Хоккей с шайбой)
Итальянская хоккейная лига — это вторая по силе лига в Италии, после Серии А. Лига была основана в 1934 году.

## Бывшие названия
Серия Б (1934—1941).
Не проводился в сезонах (1941—1945) из-за ВМВ (Второй Мировой Войны).
Чемпионат Италии по продвижению (1948—1965).
Серия Б (1965—1996. разделен на Серию B1 и Серию B2 в период с 1988 по 1996 год).
Серия А2 (1996—1997).
Серия Б (1997—1998).
Серия A2 (1998—2000).
Серия Б (2000—2002).
Серия A2 (2002—2003).
Серия Б (2003—2004).
Серия A2 (2004—2013).
Второй Дивизион (2013—2014).
Серия Б (2014—2017).
Итальянская Хоккейная Лига (2017-Настоящее время).

## Победители
1935: ХК Милано II
1936: ADG Милано
1937: ?
1938: AMDG Милано II
1939: ?
1940: ?
1941: ?
1942: не награждён
1943: не награждён
1944: не награждён
1945: не награждён
1946: не присужден
1947: Мисюрина
1947—1948: ?
1948—1949: Ортизеи II
1949—1950: ?
1950—1951: Саслонг Санта-Кристина
1951—1952: Саслонг Санта-Кристина
1952—1953: Вальпеллице
1953—1954: ХК «Торино»
1954—1955: Азиаго
1955—1956: Латемар
1956—1957: Скояттоли Больцано
1957—1958: Аматори Милано
1958—1959: Аматори Милано
1959—1960: Аматори Милано
1960—1961: Латемар
1961—1962: SSV Больцано
1962—1963: Аллеге
1963—1964: Аллеге
1964—1965: ХК «Торино»
1965—1966: Аматори Кортина
1966—1967: ХК "Торино "
1967—1968: Брунек-Брунико
1968—1969: Брунек-Брунико и ХК "Торино "
1969—1970: Аллеге
1970—1971: Мерано
1971—1972: СК Риттен-Ренон
1972—1973: СК Риттен-Ренон
1973—1974: Больцано
1974—1975: Ренон
1975—1976: Вальпеллис
1976—1977: Азиаго и турбина Милан
1977—1978: Мерано
1978—1979: Больцано
1979—1980: Сельва
1980—1981: Сельва
1981—1982: Фьемме
1982—1983: Фьемме
1983—1984: Ауронцо
1984—1985: Фасса
1985—1986: Риттен-Ренон
1986—1987: Фьемме
1987—1988: Милан Сайма
1988—1989: Комо
1989—1990: Кортина
1990—1991: Мерано
1991—1992: Гердея-Гардена
1992—1993: Курмаоста
1993—1994: Кортина
1994—1995: Золдо
1995—1996: Золдо
1996—1997: Гердея-Гардена
1997—1998: Золдо
1998—1999: Ауронцо
1999—2000: Settequerce
2000—2001: Кальтерн-Кальдаро
2001—2002: Эппан-Аппиано
2002—2003: Эппан-Аппиано
2003—2004: Бриксен-Бриксен
2004—2005: Випитено Бронкос
2005—2006: Понтебба
2006—2007: Мерано
2007—2008: Кальтерн-Кальдаро
2008—2009: Випитено Бронкос
2009—2010: Эппан-Аппиано
2010—2011: Випитено Бронкос
2011—2012: Милан Россоблю
2012—2013: Эппан-Аппиано
2013—2014: Эппан-Аппиано
2014—2015: Аллеге
2015—2016: Мерано
2016—2017: Милан Россоблю
2017—2018: Эппан-Аппиано
2018—2019: С. В. Кальтерн
2019—2020 не награждён из-за Пандемии COVID-19
2020—2021 Кальтерн-Кальдаро
2021—2022 Унтерланд